# Christian Ried
Christian Ried, född den 24 februari 1979 i Biberach an der Riss är en tysk racerförare.